# Noordwijk
Noordwijk je nizozemski grad koji se nalazi u provinciji Južna Holandija. Broj stanovnika 2009. bio je 24.242. Grad pokriva 51,86km2 (od kojih je 15,84km2 pokriveno vodom). Grad se nalazi između Katwijka i Zandvoorta. Jedno je od vodećih nizozemskih turističkih mjesta na sjevernom moru.
Tu se nalazi i sjedište Europskog svemirskog istraživačkog i tehnološkog centra (ESTEC) Europske svemirske agencije (ESA).
U Noordwijku se može razgledati i izložba Space Expo Noordwijk.
Noordwijk je od 1866. ljetovalište. Danas je po broju broju turista na trećem mjestu u Nizozemskoj.

## Galerija
- Svjetionik u Noordwijku
- Šetalište

## Vanjske poveznice
- Službena stranica